# Airwolf (videogioco 1984)
Airwolf è un videogioco sparatutto sulla serie televisiva Airwolf, pubblicato dalla Elite Systems a fine 1984/inizio 1985 per ZX Spectrum e successivamente per Amstrad CPC, BBC Micro, Commodore 16 (versione chiamata Airwolf 16 a video), Commodore 64 ed Enterprise. Il giocatore pilota l'elicottero della serie in un'ambientazione fantascientifica sotterranea, uno scenario che ricordava il vecchio successo Fort Apocalypse.
Il titolo Airwolf e la stessa copertina furono usati nel 1985 anche per un videogioco per Atari 8-bit, ma questo era in realtà una riedizione di Blue Thunder, sempre della Elite.
Non ci sono legami con gli omonimi Airwolf pubblicati in sala giochi e per NES da altri produttori.
Non va confuso nemmeno con un altro Airwolf per Commodore 16, imitazione non ufficiale uscita nel 1986 come codice sorgente sulla rivista Compute Mit Commodore & Schneider.
L'Airwolf della Elite ebbe un seguito, Airwolf 2, uscito per buona parte degli stessi computer.

## Modalità di gioco
Il super elicottero Airwolf deve salvare cinque scienziati tenuti prigionieri in una base sotterranea, formata da caverne dentro le quali non è facile manovrare il mezzo, per giunta protette da difese altamente tecnologiche e automatizzate.
C'è un unico scenario formato da un labirinto non lineare, con visuale bidimensionale di lato, a scorrimento orizzontale e verticale. Lo scorrimento è fluido solo su Commodore 64, negli altri casi avviene a tratti solo quando si cambia schermo, e su C16 non c'è affatto.
Gli scienziati devono essere trovati, recuperati e riportati al punto di partenza uno alla volta. È necessario distruggere i centri di controllo, situati strategicamente all'interno della caverna, ossia colpire determinati punti per disattivare certe difese da qualche altra parte e poter progredire nella ricerca.
L'elicottero si può muovere in tutte le direzioni e non può semplicemente stare fermo a mezz'aria, altrimenti tende a scendere per gravità. Può sparare in varie direzioni, ma non ci sono i tradizionali nemici da distruggere, quanto piuttosto parti dello scenario da colpire per vari motivi.
Tra gli ostacoli ci sono anche campi di forza che devono essere distrutti un pezzo alla volta, sparandogli, in modo da formare un buco sufficiente per passare.
Bisogna evitare urti con le pareti e vari oggetti fissi e mobili. Si può sopportare un certo numero di colpi prima di essere sconfitti, ma ci possono anche essere cause di distruzione istantanea.
La conformazione generale dello scenario non è la stessa in tutte le versioni.
La versione ZX Spectrum è diversa da tutte le altre e ha anche un tratto in superficie, dove parte l'elicottero; nel complesso lo scenario occupa 12 schermi.
La versione Amstrad CPC e quella per Enterprise, che ne è una conversione, hanno la stessa caverna, formata da blocchi simili a mattoni e con un leggero effetto grafico di profondità.
La versione Commodore 64 ha una caverna ampia come 36 (9x4) schermi e quella per BBC Micro, uscita successivamente, ha all'incirca lo stesso scenario.
La versione Commodore 16 è diversa da tutte le altre, ha uno scenario ampio 9 schermi che cambiano senza scorrimento.
Le versioni Commodore 64, Amstrad CPC e Enterprise sono accompagnate del tema musicale della serie televisiva Airwolf durante la partita.

## Sviluppo
Nel 1984 la Ocean Software era convinta che avrebbe acquisito i diritti per produrre un gioco sul telefilm Airwolf, tanto che lo pubblicizzarono sulla stampa. Invece il contratto con la MCA fu ottenuto dalla Elite Systems, che pare che fece anche causa alla Ocean per questo fatto. Secondo Jonathan Smith, all'epoca un programmatore per la Ocean, l'azienda aveva solo un accordo informale con il distributore del telefilm, e la Elite riuscì a sottrarle "sotto il naso" la licenza ufficiale. Dan Hartley aveva già iniziato lo sviluppo della versione ZX Spectrum di Airwolf della Ocean, che dovette essere annullato.
La conversione per Commodore 16, a detta del suo autore Richard Ikin, è molto scadente, anche perché appena assunto alla Elite Systems era stato assegnato a lavorarci da solo, ancora novizio del MOS 6502, senza alcun supporto né documentazione, dotato solo del monitor in linguaggio macchina incluso nel C16.

## Accoglienza
A suo tempo la stampa europea, occupandosi soprattutto delle versioni ZX Spectrum e Commodore 64, giudicò Airwolf in modo variabile, mediamente discreto, ma ci fu anche qualche recensione molto positiva o molto negativa.
Il gioco si fece spesso notare per la sua elevata difficoltà, legata agli spazi di manovra angusti e pieni di pericoli.